# Municipio de Clay (condado de Douglas)
El municipio de Clay (en inglés: Clay Township) es un municipio ubicado en el condado de Douglas en el estado estadounidense de Misuri. En el año 2010 tenía una población de 305 habitantes y una densidad poblacional de 3,27 personas por km².

## Geografía
El municipio de Clay se encuentra ubicado en las coordenadas 37°1′10″N 92°28′11″O / 37.01944, -92.46972. Según la Oficina del Censo de los Estados Unidos, el municipio tiene una superficie total de 93.14 km², de la cual 93,11 km² corresponden a tierra firme y (0,03 %) 0,02 km² es agua.

## Demografía
Según el censo de 2010, había 305 personas residiendo en el municipio de Clay. La densidad de población era de 3,27 hab./km². De los 305 habitantes, el municipio de Clay estaba compuesto por el 95,74 % blancos, el 1,31 % eran afroamericanos y el 2,95 % eran de una mezcla de razas. Del total de la población el 0 % eran hispanos o latinos de cualquier raza.